# Le Marionnettiste (film, 2003)
Pour l’article homonyme, voir Le Marionnettiste (film, 1989).
Pour les articles homonymes, voir Marionnettiste (homonymie).
Le Marionnettiste est le premier film français de Cyrille Drevon sorti en 2003. On y voit Martin Combes apparaître pour la première fois à l'écran.

## Synopsis
Colin est un petit garçon pauvre et orphelin qui mendie dans les rues. Il fait la connaissance d'un marionnettiste ambulant et de sa fascinante marionnette à fil...

## Fiche technique
- Réalisation et scénario : Cyrille Drevon
- Producteur : B Prod ; ESRA Paris
- Directeur de production : Fabien Blondeau
- Image : Frédéric Derrien
- Ingénieur du Son : Julien Gigliotti
- Musique : Damien Deshayes
- Date de sortie : 2003 (France)
- Durée : 16 minutes

## Distribution
- Martin Combes : Colin
- Pierre Lefebvre : le marionnettiste
- Daniel Schropfer : le mendiant